# 城南警察署 (福岡県)
城南警察署（じょうなんけいさつしょ）は福岡県警察の警察署。福岡県の警察署としては36番目で、令和に入って初めて新設された警察署である。署長の階級は警視。

## 所在地
- 福岡市城南区七隈七丁目41番15号

## 管轄区域
- 福岡市城南区[1]

## 沿革
それまで福岡市の西部（旧西区、現在の西区・早良区・城南区）は西警察署（現・早良警察署）が管轄していたが、110番の通報件数が全国1位になるなど負担が重かったことから、2006年（平成18年）に西区に西警察署を新設した。その後も福岡市の人口増加が続き、手狭となったことから城南区内にも警察署を新設する機運が高まった。
2009年（平成21年）から地元の陳情が始まり、2017年（平成29年）度予算で城南警察署（仮称）新設のための調査費が計上された。庁舎は、城南区七隈七丁目にある福岡大学の用地の一部を、福岡市を通じて借り受けた敷地に建設した。
- 2022年（令和4年）4月1日 - 開署[1][3]

城南警察署開庁により、福岡市各行政区に管轄警察署が置かれたことになる。
(中央区：中央警察署、博多区：博多警察署、東区：東警察署、南区：南警察署、西区：西警察署)

## 庁舎
鉄筋コンクリート造地上4階建で、総事業費は約24億円である。溝江建設・香椎建設・広田工務店 特定工事建設工事共同企業体により2020年（令和2年）11月15日に着工、2022年3月に竣工した。
110番に掛け、110度の角度にふれた警察署である。
庁舎内には感染症対策のため、非接触型の取調室が設けられている。

## 交番
- 別府交番（べふ・福岡市城南区別府二丁目22番9号）
- 七隈警部交番（ななくま・福岡市城南区松山二丁目34番23号）

（本部自動車警ら隊七隈分駐所を併設）
- 堤交番（つつみ・福岡市城南区堤一丁目9番8号）